# Pangasius
Pangasius er en slægt med mere end 20 arter af mellemstore til meget store hajmaller (Pangasiidae) fra ferskvand i Syd- og Sydøstasien. De største arter i slægten, P. pangasius og P. sanitwongsei (som er kritisk truet ifølge IUCN), er blandt de største ferskvandfisk i verden med en længde på op til 3 meter. På trods af dette sælges Pangasius nogle gange som akvariefisk. Tidligere blev en anden sydøstasiatisk slægt af store hajmaller, Pangasianodon (med kun to arter), regnet for en underslægt af Pangasius, men i dag anses de for at være forskellige.
Flere Pangasius-arter er vigtige spisefisk og nogle opdrættes i fangenskab, f.eks. P. bocourti. De pangasius, der kommer til det danske marked, stammer primært fra Vietnam. Fisken vokser hurtigt, spiser alt og er derfor god til opdræt. Fisken har fast lyst kød. Pangasius kan steges, koges, bages og grilles.

## Kritik
Der har i vestlige medier været rejst kritik af opdrætsmetoderne af fisken Pangasius.
Kritikken af opdrættets konsekvens er bl.a. blevet undersøgt af den danske Fødevarestyrelse, som har kunnet konstatere, at der i de sidste fem år (2012) ikke er fundet spor af medicin, tungmetaller, dioxin eller PCB (Polyklorerede bifenyler) i pangasius-fisken. 